# Brian Bellows
Brian Edward Bellows (* 1. September 1964 in St. Catharines, Ontario) ist ein ehemaliger kanadischer Eishockeyspieler, der im Verlauf seiner aktiven Karriere zwischen 1982 und 1999 unter anderem 1331 Spiele für die Minnesota North Stars, Canadiens de Montréal, Tampa Bay Lightning, Mighty Ducks of Anaheim und Washington Capitals in der National Hockey League auf der Position des rechten Flügelstürmers bestritten hat. Bellows, der bereits als Gesamtzweiter im NHL Entry Draft 1982 ausgewählt wurde, verbuchte zahlreiche Erfolge während seiner Zeit als Profi, darunter der Gewinn des Stanley Cups in Diensten der Canadiens de Montréal im Jahr 1993 und der Sieg beim Canada Cup 1984 mit der kanadischen Nationalmannschaft.

## Karriere
In seiner Juniorenzeit spielte Bellows für die Kitchener Rangers in der Ontario Hockey League und führte sein Team zum Memorial-Cup-Sieg. Das Team war auch in der Defensive mit Al MacInnis und Scott Stevens hervorragend besetzt. Hierbei zeichnete er sich durch seine Führungsqualitäten aus. Beim NHL Entry Draft 1982 wählten ihn die Minnesota North Stars als zweiten Spieler, gleich hinter Gord Kluzak, noch vor Spielern wie Scott Stevens oder Dave Andreychuk. 
Sofort zur Saison 1982/83 holte man ihn in die NHL und die Erwartungen an ihn waren groß. Die Messlatte für junge Spieler war zu dieser Zeit durch Wayne Gretzky unerreichbar hoch und sein Saisonstart war nicht besonders erfolgreich, doch im Laufe der Spielzeit gewöhnte er sich an die neue Liga und konnte einige seiner Kritiker überzeugen.
In seiner zweiten Spielzeit übernahm er in Vertretung für den verletzten Craig Hartsburg das Amt der Team-Kapitäns und war damit einer der jüngsten Kapitäne, die die NHL je gesehen hatte. In seinen zehn Jahren bei den North Stars schaffte er es sieben Mal über 75 Scorerpunkte zu erzielen. Zweimal war er bester Scorer seines Teams. Aufgrund seines großen Engagements außerhalb der Eisfläche war er in Minneapolis sehr geschätzt. Auch in den Playoffs der Saison 1990/91 war er bester Scorer seines Teams und kam mit den North Stars in die Finals um den Stanley Cup, hier scheiterten sie jedoch an den Pittsburgh Penguins um Mario Lemieux.
Zur Saison 1992/93 verließ er Minnesota im Tausch gegen Russ Courtnall zu den Montréal Canadiens. Auch dort war er unter den Topscorern. Nach einer schwächeren Saison 1994/95 wurde er an die Tampa Bay Lightning abgegeben. Hier spielte er in der Saison 1995/96 nicht so stark wie erwartet und wurde kurz nach Beginn der kommenden Spielzeit an die Mighty Ducks of Anaheim weiter transferiert.
Zur Saison 1997/98 wechselte er nach Deutschland zu den Berlin Capitals kehrte aber gegen Saisonende im März 1998 in die NHL zurück. Sein neues Team waren die Washington Capitals. Dort spielte er auch noch die Saison 1998/99, in der er am 2. Januar 1999 gegen die Toronto Maple Leafs als 54. Spieler die 1.000-Punkte-Marke erreichte. Nach Ende der Saison beendete er seine aktive Karriere.

## Erfolge und Auszeichnungen
| - 1981 OHL Third All-Star Team - 1981 J.-Ross-Robertson-Cup-Gewinn mit den Kitchener Rangers - 1981 Memorial Cup All-Star Team - 1982 J.-Ross-Robertson-Cup-Gewinn mit den Kitchener Rangers - 1982 OHL First All-Star Team - 1982 Memorial-Cup-Gewinn mit den Kitchener Rangers - 1982 George Parsons Trophy | - 1984 Teilnahme am NHL All-Star Game - 1988 Teilnahme am NHL All-Star Game - 1990 NHL Second All-Star Team - 1992 Teilnahme am NHL All-Star Game - 1993 Stanley-Cup-Gewinn mit den Canadiens de Montréal - 1997 Spengler-Cup-Gewinn mit dem Team Canada |

### International
- 1984 Goldmedaille beim Canada Cup
- 1989 Silbermedaille bei der Weltmeisterschaft
- 1989 Bester Stürmer bei der Weltmeisterschaft

## Team-Rekorde
- 55 Tore in einer Saison für die Minnesota North Stars (1989/90; gemeinsam mit Dino Ciccarelli)

## Karrierestatistik

### International
Vertrat Kanada bei:
- Canada Cup 1984
- Weltmeisterschaft 1987
- Weltmeisterschaft 1989
- Weltmeisterschaft 1990

(Legende zur Spielerstatistik: Sp oder GP = absolvierte Spiele; T oder G = erzielte Tore; V oder A = erzielte Assists; Pkt oder Pts = erzielte Scorerpunkte; SM oder PIM = erhaltene Strafminuten; +/− = Plus/Minus-Bilanz; PP = erzielte Überzahltore; SH = erzielte Unterzahltore; GW = erzielte Siegtore; 1 Play-downs/Relegation; Kursiv: Statistik nicht vollständig)